# Aphileta
Aphileta é um gênero de aranhas da família Linyphiidae descrito em 1920.